# Cratere Sintana
Sintana  è un cratere sulla superficie di Cerere.